# Pietro Ichino
Pietro Ichino (ur. 22 marca 1949 w Mediolanie) – włoski dziennikarz, profesor prawa, wykładowca akademicki, adwokat i polityk.

## Życiorys
Na przełomie lat 60. i 70. był aktywnym działaczem związkowym w ramach FIOM-u (z branży metalurgicznej) i pracowniczej konfederacji związkowej CGIL. W 1972 ukończył studia prawnicze na Uniwersytecie w Mediolanie, specjalizując się w zakresie prawa pracy. Trzy lata później został przyjęty do mediolańskiej palestry. Od 1970 zajmował się dziennikarstwem, m.in. od 1997 do 2008 był felietonistą „Corriere della Sera”. W latach 1973–1979 odpowiadał za dział prawny w izbie pracy w Mediolanie.
W 1979 Pietro Ichino jako bezpartyjny kandydat z rekomendacji Włoskiej Partii Komunistycznej uzyskał mandat posła do Izby Deputowanych VIII kadencji, który wykonywał do 1983. Po odejściu z parlamentu rozpoczął działalność naukową – początkowo jako badacz na macierzystej uczelni. W 1986 został profesorem nadzwyczajnym prawa pracy na Uniwersytecie w Cagliari, a w 1991 objął stanowisko profesora zwyczajnego na Uniwersytecie w Mediolanie. Wielokrotnie publicznie głosił postulaty dotyczące konieczności zreformowania prawa pracy. Okresowo korzystał z przydzielonej mu ochrony – był wymieniany jako potencjalny cel członków tzw. nowych Czerwonych Brygad, których członkowie zamordowali m.in. Marca Biagiego.
W 2007 brał udział w powołaniu Partii Demokratycznej. Z jej ramienia w przedterminowych wyborach w 2008 został wybrany do Senatu XVI kadencji. W 2012 Pietro Ichino odszedł z PD i przyłączył się do powołanej z inicjatywy urzędującego premiera koalicji Z Montim dla Włoch. Został kandydatem tej formacji w wyborach parlamentarnych w 2013, uzyskując reelekcję na XVII kadencję. W 2015 powrócił do Partii Demokratycznej.

## Odznaczenia
- Commendatore Orderu Zasługi Republiki Włoskiej (2005)[7]